# Бострихиформные
Бострихиформные (лат. Bostrichiformia) — инфраотряд разноядных жуков.
Инфраотряд насчитывает 3 надсемейства и 8 семейств:
- Bostrichoidea
  - Жуки-точильщики (Anobiidae)
  - Капюшонники, или лжекороеды (Bostrichidae)
  - Кожееды (Dermestidae)
  - Эндекатомиды (Endecatomidae)
  - Приутайки, или нозодендриды (Nosodendridae)
  - Притворяшки (Ptinidae)
- Derodontoidea
  - Деродонтиды (Derodontidae)
- Incertae sedis
  - Якобсонииды (Jacobsoniidae)